# Donald Tusk
Donald Franciszek Tusk (pronunciado [ˈdɔnalt franˈt͡ɕiʂɛk ˈtusk] (escucharⓘ)) (Gdansk, 22 de abril de 1957) es un político polaco, primer ministro de Polonia desde 2023, previamente ocupó dicho cargo de 2007 a 2014. Es líder de la Plataforma Cívica, ejerció como presidente del Consejo Europeo de 2014 a 2019. Tusk es líder de la Coalición del 15 de Octubre. 
La carrera pública de Tusk comenzó como activista en su ciudad natal de Gdansk, como jefe de la Asociación Independiente de Estudiantes (Niezależne Zrzeszenie Studentów, NZS), que apoyaba a la organización Solidarność. Con la excepción de un periodo de cuatro años, Tusk ha servido continuamente en el parlamento de la Tercera República desde sus primeras elecciones en 1991. Fue vicemariscal (vicepresidente) del Senado de 1997 a 2001 y vicepresidente del Sejm de 2001 a 2005.
Tusk fue designado oficialmente primer ministro de Polonia el 9 de noviembre de 2007 y asumió el cargo el 16 de noviembre siguiente. Su gabinete ganó un voto de confianza en el Sejm el 24 de noviembre de 2007. Fue el primer ministro de la Tercera República de Polonia que más años se mantuvo en el cargo. En octubre de 2011, la Plataforma Cívica de Tusk ganó una mayoría de escaños en las elecciones parlamentarias de Polonia, lo que supuso la primera vez que un primer ministro era reelegido desde la caída del comunismo en Polonia.
El 30 de agosto de 2014, se anunció en una reunión extraordinaria del Consejo de la UE que Tusk sería el próximo presidente del Consejo Europeo. El 9 de septiembre, Tusk presentó su renuncia al cargo de primer ministro.

## Biografía
Nacido en Gdansk, Polonia, es hijo de Donald Tusk (1930-1972) y de Ewa Tusk (1934-2009). Los abuelos de Tusk tanto por vía paterna como materna pertenecían a la minoría étnica de los cachubos en la ciudad de Dánzig. Donald Tusk está casado con Małgorzata Tusk, tiene un hijo, Michał, y una hija, Katarzyna.
Estudió Historia en la Universidad de Gdansk.[cita requerida]

## Trayectoria política
En 1991, Tusk fundó (con Jan Krzysztof Bielecki) el Congreso Liberal Democrático (Kongres Liberalno-Demokratyczny). Luego en 1994 fue un vicepresidente de la Alianza de la Libertad (Unia Wolności).
De 1997 a 2001 fue el vicepresidente del Senado (Senat), y de 2001 a 2005 fue el vicepresidente de Sejm. En 2001 fundó con Maciej Płażyński y Andrzej Olechowski un nuevo partido: la Plataforma Cívica. Desde 2003 es el presidente de la Plataforma Cívica. En 2005, Tusk perdió las elecciones presidenciales de Polonia.

### Primer ministro (2007-2014)
Después de que su partido ganara las elecciones legislativas de 2007, Tusk encabeza el nuevo ejecutivo en la función de primer ministro. Fue reelegido en las elecciones legislativas de 2011, siendo el primero de los diferentes primeros ministros polacos en ser reelegido desde la caída del comunismo.
Política europea
Como primer ministro, Tusk ha apoyado una mayor integración política y económica dentro de la Unión Europea. Apoyó la aplicación del Tratado de Lisboa, en marcado contraste con la vehemente oposición del presidente Lech Kaczynski. Tusk ha declarado en repetidas ocasiones la intención de su gobierno de incluir a Polonia en la zona euro. En su día buscó introducir el euro en 2012. Sin embargo, durante la crisis de la deuda soberana europea, Tusk y su gobierno se mostraron menos optimistas en unirse a la unión monetaria en las circunstancias económicas actuales. A pesar de no ser miembro de la zona euro, Tusk ha presionado para que Polonia, junto con los otros países de la UE no miembros de la eurozona, sean incluidos en las futuras negociaciones financieras.
Entre julio y diciembre de 2011, Polonia presidió bajo el gobierno de Tusk la Presidencia del Consejo de la Unión Europea. En virtud de su tenencia de la Presidencia, Polonia apoyó y dio la bienvenida a la adhesión de Croacia a la Unión Europea a través del Tratado de adhesión de 2011.

### Presidencia del Consejo Europeo

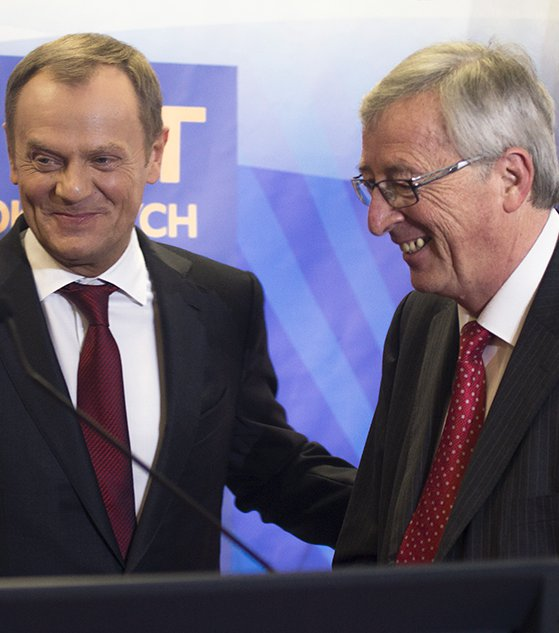
Donald Tusk y el expresidente de la Comisión Europea, Jean-Claude Juncker.

En la cumbre europea del 30 de agosto de 2014, se nombró a Tusk presidente del Consejo Europeo después de que el Consejo de julio anterior se cerrara sin acuerdo.
Su mandato presidencial en el Consejo Europeo comenzó el 1 de diciembre de 2014.Fue reelegido en 2017 para un segundo mandato de dos años y medio de duración. Su mandato finalizó el 30 de noviembre de 2019.
Tras su nombramiento en 2014 Tusk fue criticado por sus escasos conocimientos de inglés y francés, aunque los aprendió rápidamente tras su elección. Sin embargo, habla el alemán con fluidez.

### Primer ministro (2023-act)

#### Regreso a la política nacional y protestas antigubernamentales
En julio de 2021, Donald Tusk regresó a Varsovia y se reincorporó activamente a la política polaca como líder de la Plataforma Cívica. En mayo de 2022, Tusk figuraba entre las figuras principales consideradas por la oposición para el posible cargo de primer ministro, aunque su aprobación neta entre la población general se situó en el 24,4% en el mismo período.
En 2023, Tusk organizó y lideró importantes protestas antigubernamentales en Varsovia. La primera manifestación, dirigida a oponerse al retroceso democrático en Polonia, tuvo lugar el 4 de junio, coincidiendo con el 34.º aniversario de las elecciones semilibres de 1989. Se estimó una participación de entre 300 000 y 500 000 personas, lo que convirtió el evento en una de las manifestaciones más multitudinarias de Polonia desde la caída del comunismo en 1989. Una protesta posterior, denominada “Marcha de un millón de corazones”, tuvo lugar el 1 de octubre y también atrajo a cientos de miles de personas en un esfuerzo por galvanizar el apoyo de la oposición antes de las elecciones parlamentarias programadas para el 15 de octubre.
Durante su campaña, Tusk abogó por mayores derechos LGBT, incluida la introducción de uniones civiles entre personas del mismo sexo.

#### Elecciones parlamentarias de 2023
En las elecciones parlamentarias de Polonia de 2023, la Coalición Cívica de Tusk se convirtió en el segundo bloque más grande del Sejm. Junto con otros dos partidos de la oposición, Tercera Vía y Nueva Izquierda, obtuvieron el 54% de los votos, obteniendo suficientes escaños para llegar al poder. El 10 de noviembre, la Coalición Cívica, Nueva Izquierda, el Partido Campesino Polaco y Polonia 2050 firmaron formalmente un acuerdo para apoyar a Tusk como su candidato a primer ministro. El presidente Andrzej Duda nominó a Mateusz Morawiecki, actual titular de Ley y Justicia, para un nuevo mandato como primer ministro. Sin embargo, Morawiecki no obtuvo el apoyo necesario para mantenerse en el cargo, ya que a Ley y Justicia y sus aliados les faltaban 40 escaños para alcanzar la mayoría. Con esto en mente, Tusk anunció públicamente el acuerdo antes de que se reuniera el nuevo Sejm para demostrar que él y la oposición estaban listos para gobernar. El gabinete de Morawiecki prestó juramento el 27 de noviembre, pero se esperaba ampliamente que perdiera un voto de confianza. Según la Constitución, si Morawiecki no obtenía un voto de confianza dentro de las dos semanas siguientes a su investidura, el Sejm tenía derecho a designar a su propio candidato para primer ministro, y Duda estaba obligado a nombrar a la persona así designada. En teoría, los cuatro partidos que firmaron el acuerdo contaban con los votos necesarios para designar a Tusk como candidato del Sejm. El gabinete de Morawiecki perdió la moción de confianza en el Sejm el 11 de diciembre por 190 votos contra 266. Posteriormente, el Sejm nominó a Tusk como su candidato a primer ministro, por 248 votos a favor y 201 en contra. El gabinete de Tusk juró su cargo el 13 de diciembre.

## Vida personal
Donald Tusk se casó con Małgorzata Sochacka en 1978 en Gdansk, cuando ambos eran estudiantes. La pareja tiene dos hijos: Michał (nacido en 1982) y Katarzyna (nacida en 1987), así como cinco nietos. Viven principalmente en Sopot.
Su hijo Michał trabajó como portavoz y consultor para la aerolínea OLT Express, propiedad del banco en la sombra Amber Gold, que posteriormente se reveló como un esquema Ponzi que operó durante el primer mandato de Tusk como primer ministro. En 2017, Michał Tusk testificó ante una comisión parlamentaria de investigación sobre el asunto.
Tusk pertenece a la minoría casubia de Polonia. En una entrevista con el periódico israelí Haaretz en diciembre de 2008, comparó su propia historia familiar con la experiencia judía, describiendo a la minoría casubia como un pueblo que, «al igual que los judíos, nació y vive en zonas fronterizas y fue sospechoso de deslealtad por parte de los nazis y los comunistas».
Donald Tusk habla polaco, casubio, alemán e inglés. En 2014, al ser nombrado presidente del Consejo Europeo, fue criticado por su escaso dominio del inglés y su falta de conocimientos de francés. Sin embargo, antes de asumir el cargo, se sometió a una formación intensiva en idiomas, y rápidamente logró dominar el inglés. En enero de 2019, Tusk pronunció un discurso de siete minutos íntegramente en rumano en el Ateneo Rumano de Bucarest, durante la ceremonia que marcó el inicio de la presidencia rumana del Consejo de la Unión Europea, lo que le valió una ovación del público.

## Condecoraciones
- En el 2008 fue condecorado con la Orden El Sol del Perú.[41]
- En el 2017 fue condecorado con el Príncipe de Asturias a la Concordia.[42]